# 리틀 아인슈타인
《리틀 아인슈타인》(Little Einsteins)은 플레이하우스 디즈니에서 방영한 미국의 TV 애니메이션이다.

## 등장 인물
레오(Leo) - 이선
여섯 살 소년으로 애니의 오빠이고, 리틀 아인슈타인의 리더. 로켓 조종사 중 한 명이다.
어릴 때부터 눈이 나빠졌는지 안경을 쓰고 다닌다. 생일은 8월 3일.
준(June) - 이연승
무용을 사랑하는 비교적 성숙해 보이는 여섯 살 소녀이다. 보라색 원피스를 입은 동양인.
생일은 6월 6일.
애니(Annie) - 은영선
노래를 사랑하는 네 살짜리 금발 소녀이다. 그녀는 레오가 사랑하는 여동생이고, 로켓을 혼자 조종할 수 있는 유일한 캐릭터이다. 시즌1에서는 멜빵치마가 파란색,티셔츠가 초록색,
운동화가 보라색으로 나왔으나, 시즌2 부터는 멜빵치마가 분홍색, 티셔츠가 하늘색, 운동화가 파란색으로 바뀌었다. 유일하게 애니만 옷이 바뀌었다. 생일은 1월 30일.
퀸시(Quincy) - 정현경
바이올린, 기타, 트럼펫 등 모든 종류의 악기를 연주할 수 있으며 음악을 사랑하는 여섯 살 소년이다. 모자를 쓴 흑인 소년. 생일은 4월 4일.
로켓(Rocket)
리틀 아인슈타인의 주요 교통 수단이자 그들의 친구이다.

## 우리말 연출
- 보컬녹음 : 애드원
- 믹싱녹음 : 애드원
- 한국어 제작 : Disney Character Voices International,Inc.